# Padda fuscata
Padda fuscata (Vieillot, 1817), conhecido pelo nome comum de pardal-de-timor ou pardal-timorense, é uma espécie de ave endémica nas ilhas de Timor, Semau e Roti.

## Descrição
Padda fuscata é uma pequena ave, com aproximadamente 14 cm de comprimento, de plumagem castanho-escura, com um bico grande de cor azul-prayeado, faces esbranquiçadas, patas rosadas e plumagem ventral de cor branco-cremosa. A espécie não apresenta dimorfia sexual, sendo por isso os dois sexos de aspecto similar.
A espécie tem uma aparência muito semelhante à do pardal-de-java, com o qual é estreitamente aparentado, mas é mais pequeno e difere na cor da plumagem. O pardal-de-timor habita as zonas de pradaria nas terras baixas das ilhas de Timor, Semau e Roti. A dieta da ave é constituída principalmente por arroz e outras sementes.
A espécie encontra-se sob ameaça devido à perda de habitat, zona de expansão limitada e captura ilegal para uso no comércio dos pássaros de gaiola,, tendo sido incluída no Livro Vermelho da IUCN de Espécies Ameaçadas.